# Törggelen

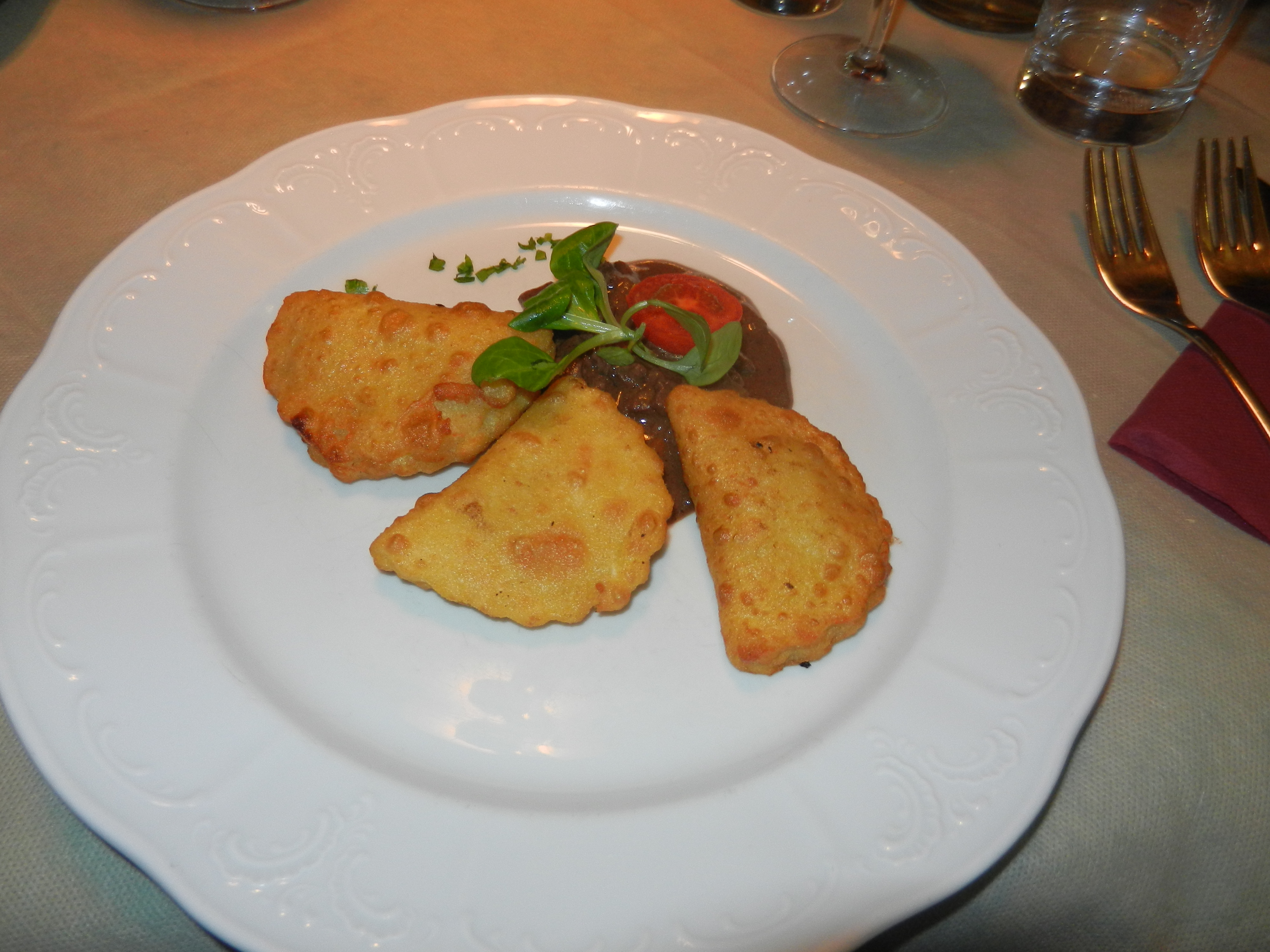
Krapfen

Törggelen (von Torggl, lateinisch torculus für Weinpresse, Aussprache [ˈtørkɛlɛn]) bezeichnet einen Brauch in Südtirol. Typisch für eine Törggele-Mahlzeit sind Siaßer oder Sußer (Traubenmost in den ersten Tagen der Gärung) und junger Wein (Nuier) als Getränk sowie geröstete Kastanien (Keschtn), Nüsse (Nussn) und eventuell süße Krapfen. Als Hauptgericht gab es früher hauptsächlich Speck, Kaminwurzen (meist aus hauseigener Produktion) und Roggenbrot  oder einfache Gerichte aus der Bauernküche Südtirols. Heute werden meist deftige Schlachtplatten mit Surfleisch, Sauerkraut, diversen Würsten wie z. B. Blut- oder Hauswurst sowie Knödeln serviert, aber auch altbekannte Gerichte wie Erdäpfelblattlan (dünne, in heißem Öl gebratene Blätter aus Kartoffelteig) mit Sauerkraut.
Ursprünglich besuchten im Spätherbst Städter und Wirte die Winzer, um im Presshaus den neuen Wein zu verkosten bzw. dessen Qualität zu überprüfen. Mittlerweile findet das Törggelen in Buschenschänken statt und wurde zur Touristenattraktion.
Bereits im Jahr 1428 ist in einer Terlaner Urkunde vom „torkcheller“ (Torggeler) im Sinne des noch un- oder halbvergorenen Weins die Rede.
Der Südtirol-Reisende Ludwig Steub beschrieb 1846 in seinem Buch „Drei Sommer in Tirol“ ausführlich das Törggelen als einen Brauch, bei dem der „neue Wein ... im Torkel“ verkostet und daher „die lobenswerthe Übung Törkeln“ genannt werde.